# 杜爾格
杜爾格（Durg）是印度的城市，由恰蒂斯加爾邦負責管轄，位於該國東部，距離首府賴布爾35公里，面積137平方公里，海拔高度290米，每年平均降雨量1,071毫米，2009年人口2,810,436。

## 外部連結
- Official web site of Durg District - http://durg.gov.in/ （页面存档备份，存于）